# Дешёвые шутки
«Дешёвые шутки» (англ. Cheap Shots) — фильм режиссёров Джеффа Урелеса и Джерри Стеффхааса. Фильм номинировался на приз жюри в категории «драма» на фестивале независимого кино «Сандэнс» 1989 года.

## Сюжет
Стареющий грек, владелец приходящего в упадок мотеля, пытается спастись от банкротства. Надолго заселившийся заезжий молодец, отдает ему видеокамеру вместо уплаты и даёт дельный совет — в одной из кабин мотеля под потолок устанавливают камеру и начинают снимать сексапильную блондинку с роскошными формами. Но порнобизнес не принёс успеха…

## В ролях
- Луис Зорич — Луи Константин
- Дэвид Патрик Келли — Арнольд Поснер
- Мэри Луиз Уилсон — Дотти
- Кларк Гордон — Франклин
- Пэйшенс Мур — блондинка
- Джон Галатео — Пол
- Майкл Твен — Джек
- Джадсон Кэмп — байкер
- Майкл Скальцо — парень в бассейне
- Салли Кей Коэн — официантка
- Брэд Фуллагар — Пит
- Джон Грот — убийца
- Роллин Шликер — детектив